# Judy Bailey
Judy Bailey (ur. w 1952/1953) – prezenterka telewizyjna wiadomości w latach 1971–2005 na kanale ONE News, programu telewizyjnego w Nowej Zelandii.

## Życiorys
Nazywana w Nowej Zelandii matką narodu.
W 1971 dołączyła do New Zealand Broadcasting Corporation (obecnej TVNZ) i pracowała jako reporterka w wiadomościach i programach informacyjnych dotyczących spraw bieżących. Prezentowała z Johnem Hawkesby wiadomości regionalne dla Auckland od 1980 do 1987 w programie Top Half. Od 1987 do końca 2003 prezentowała (obok Richarda Longa) biuletyn informacyjny Network News at Six. Zmiany po odejściu Paula Holmesa z TVNZ w 2004 sprawiły, że stała się jedyną prezenterką wiadomości w wieczornym wydaniu biuletynu informacyjnego, a jej wynagrodzenie wzrosło do 800 000 dolarów nowozelandzkich rocznie. Wielkość otrzymywanej pensji była krytykowana przez rząd, mimo że była w pełni finansowana z własnych przychodów handlowych TVNZ i nie obejmowała pieniędzy podatników.
3 października 2005 TVNZ ogłosiło, iż nie przedłuża dziennikarce umowy pomimo jej ogromnej popularności, ponieważ planowane jest odmłodzenie składu pracowników. Ostatnie swoje wydanie biuletynu informacyjnego poprowadziła 23 grudnia 2005 o godz. 18:00, a od stycznia 2006 na jej miejsce zatrudniono Simona Dallowa oraz Wendy Petrie. 25 kwietnia 2006 na antenie Māori Television przez cały dzień relacjonowała wydarzenia związane z Anzac Day. W lipcu 2009 wsparła publicznie kampanię Głosuj na tak w referendum dotyczącym uregulowania spraw związanych z karami cielesnymi. Pojawiła się także w programie telewizyjnym Intrepid Journeys, podróżując po Brazylii, Urugwaju i Argentynie.
1 stycznia 2010 została oficerem Orderu Zasługi za całokształt działalności w zakresie usług nadawczych i aktywności społecznej.